# Francesco Musotto
Francesco Musotto (n. 1 februarie 1947, Palermo) este un politician  italian, fost membru al Parlamentului European în perioada 1999 - prezent din partea Italiei. 